# Глибоке обговорення
Глибоке обговорення — це форма обговорення, що залучає довгі емпатичні розмови, щоб допомогти змінити чиюсь точку зору.

## Походження
Ідея з'явилася у 2012, в Лос-Анджелеському центрі ЛГБТ, коли співробітники задля кращого розуміння вирішили розмовляти з тими людьми, які голосували проти одностатевих шлюбів. Після того, як тактику було використано у кампанії за шлюбну рівність в Мінесоті, Стів Ділайн, Елла Баррет, та Девід Флішер залучили професорів Девіда Брукмана та Джоша Калла у вивчення ефективності такої тактики.
За підтримки організації People's Action, глибоке обговорення було використано під час взаємодії із виборцями президентських перегонів 2020 у США.

## Ефективність
Дослідження професорів Девіда Брукмана і Джоша Калла, опубліковане у 2016 році, виявило, що десятихвилинні розмови мали вплив на точку зору резидентів стосовно проблем транссексуалів.
У 2017, Калла і Брукман опублікували інше дослідження, де вони виявили, що поверхневі (не глибокі) агітаційні обговорення «від дверей до дверей» мали близько-нульовий вплив на точку зору виборців. З інших 6 своїх досліджень вони з'ясували, що підхід глибокого обговорення напроти, має суттєвий ефект, що піддається обміру. Було продемонстровано, що підхід ефективний як під час особистих перемовин, так і телефоном.